# آرون وايت (كرة سلة)
آرون وايت (بالإنجليزية: Aaron White)‏ مواليد 10 سبتمبر 1992 في سترونغسفيل، هو لاعب كرة سلة أمريكي. بدأ مسيرته الاحترافية في سنة 2015. تم اختياره من قبل فريق واشنطن ويزاردز خلال الدرافت. يلعب مع زينيت سانت بطرسبرغ. يحمل الرقم 4. يبلغ طوله 6 قدم 9 بوصة (2.1 م). لعب كرة السلة الجامعية في جامعة آيوا. لعب مع تليكوم باسكتس بون وزينيت سانت بطرسبرغ.

## روابط خارجية
- آرون وايت على موقع دوري كرة السلة الياباني للمحترفين (اليابانية)
- آرون وايت على موقع سبورتس رفرنس (الإنجليزية)
- آرون وايت على موقع الدوري الإسباني لكرة السلة (الإسبانية)
- آرون وايت على موقع كرة السلة الأوروبية.كوم (الإنجليزية)
- آرون وايت على موقع كلية كرة السلة في سبورتس رفرنس.كوم (الإنجليزية)
- آرون وايت على موقع ريلجم (الإنجليزية)
- آرون وايت على موقع بروبوليرز (الإنجليزية)
- آرون وايت على موقع سبورتس رفرنس (الإنجليزية)